# Lorenzo Costa

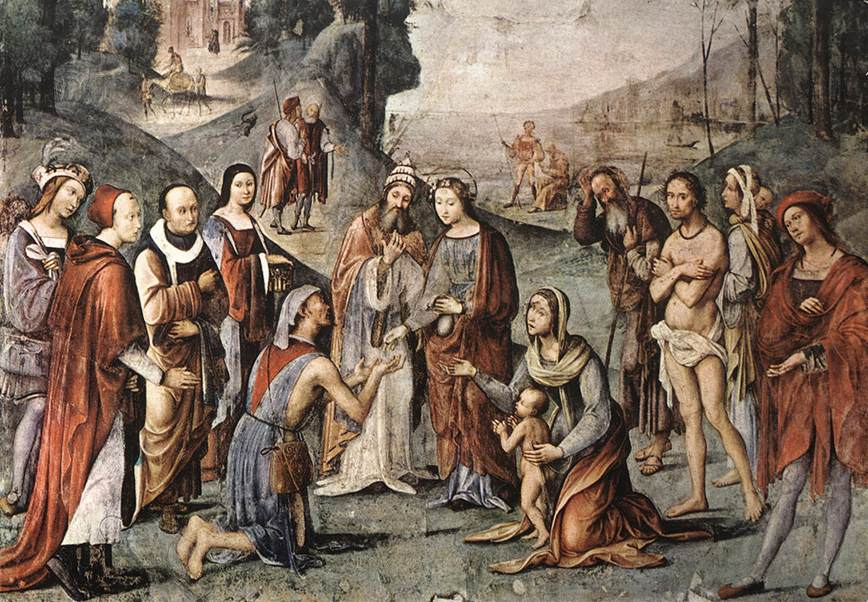
Lorenzo Costa – ”Sankta Cecilia delar ut allmosor till de fattiga” (1505–1506). San Giacomo Maggiore, Bologna.

Lorenzo Costa, född cirka 1460 i Ferrara, Italien, död 1535 i Mantua, var en italiensk målare under renässansen. Han tillhörde Ferraraskolan.
Costa var en av Cosimo Turas lärjungar. Efter 1480 verkade han i Bologna och kom där i konstakt med Ercole Roberti och Francesco del Cossas målari. Efter 1500 arbetade tillsammans med Francesco Francia bland annat för familjen Bentivoglio i Bologna och målade porträtt och religiösa motiv. 1507 efterträdde han Mantegna som målare vid hovet i Mantua, där hans främst uppgift blev utsmyckande av Palazzo di San Sebastiano.